# Diego Sebastián Figueroa
Diego Sebastián Figueroa (San Justo, Provincia de Buenos Aires, Argentina, 16 de febrero de 1983). Es un futbolista argentino. Juega de centrodelantero y su equipo actual es el Club Atlético Estudiantes de Argentina.

## Trayectoria
Empezó su carrera en Platense, club con el que debutó en la Primera B. Sin embargo, en 2005 pasó a San Miguel perteneciente a la Primera C. En 2006 fue transferido a Deportivo Laferrere y en 2007 a General Lamadrid. En 2008 regresó a Deportivo Laferrere para disputar el Torneo 2008/09, en el que tuvo una destacada actuación. A mediados de 2009, llegó a Defensores Unidos, club con el que estuvo muy cerca del ascenso al finalizar en la tercera posición del Torneo 2009/10. En 2010 llegó a Excursionistas. A mediados de 2011 llegó a Midland, en el cual cumplió una excelente temporada llegando a la final del Reducido y siendo el goleador del equipo, sus buenas actuaciones en el conjunto funebrero despertó el interés de varios clubes. Finalmente en 2012 pasó a Estudiantes. Rápidamente se ganó la titularidad y en el receso del Torneo 2012/13 de la Primera B contó con varias propuestas de otros clubes. Sin embargo, continuó en Estudiantes (BA) convirtiéndose en el goleador del equipo en dicho certamen y en uno de los pilares fundamentales de la campaña del pincha en la Copa Argentina 2012/13. Al no tener mucha continuidad y algunas diferencias con el entrenador de Estudiantes (BA), Oscar Cachin Blanco, decidió rescindir su contrato. Para la segunda mitad del Torneo 2013/14 de la Primera B pasó a Barracas Central. A principio de 2015 fue fichado por Los Andes, pedido por su antiguo entrenador Fabián Nardozza. De esta manera, Figueroa realizó su primera participación en la Primera B Nacional, Segunda División de Argentina. Tras su paso por la entidad de Lomas de Zamora, volvió a Estudiantes de Buenos Aires.

## Clubes
| Club                | País      | Año           | PJ  | Goles |
| ------------------- | --------- | ------------- | --- | ----- |
| Platense            | Argentina | 2004-2005     | 2   | 0     |
| San Miguel          | Argentina | 2005-2006     | 26  | 6     |
| Deportivo Laferrere | Argentina | 2006-2007     |     |       |
| General Lamadrid    | Argentina | 2008          | 33  | 16    |
| Deportivo Laferrere | Argentina | 2009          |     |       |
| Defensores Unidos   | Argentina | 2009-2010     | 35  | 13    |
| Excursionistas      | Argentina | 2010-2011     | 42  | 18    |
| Midland             | Argentina | 2011-2012     | 38  | 11    |
| Estudiantes (BA)    | Argentina | 2012-2013     | 38  | 13    |
| Barracas Central    | Argentina | 2014          | 39  | 16    |
| Los Andes           | Argentina | 2015          | 16  | 2     |
| Estudiantes (BA)    | Argentina | 2015-Presente | 100 | 23    |